# Трост, Хизер
Хизер Трост — американская скрипачка и певица. Родилась в Альбукерке, в штате Нью-Мексико.
Играет в музыкальном коллективе «A Hawk and a Hacksaw», исполняющем балканский фолк. Ранее также участвовала в группе «Beirut», где работала над альбомом «Gulag Orkestar». Хизер Трост — бывшая участница музыкальной группы «Foma».

## Дискография

### A Hawk and a Hacksaw
- Darkness at Noon (2005) — Скрипка, вокал.
- The Way the Wind Blows (2006) — Альт, скрипка.
- A Hawk and a Hacksaw and the Hun Hangár Ensemble (2007) — Альт, скрипка, виолончель.
- Délivrance (2009) — Альт, скрипка, аккордеон, вокал.
- Cervantine (2011) — Альт, скрипка.

### Прочие группы
- Beirut: Gulag Orkestar (2006) — Скрипка.
- Alaska in Winter: Dance Party in the Balkans (2007) — Скрипка.
- Beirut: The Flying Club Cup (2007) — Альт, скрипка.
- Benjamin Wetherill: Laura (2008) — Альт, скрипка.[4]